# شرکت بیمه عمر هند
شرکت بیمه عمر هند (انگلیسی: Life Insurance Corporation) شرکت دولتی خدمات بیمه هندی است، که در سال ۱۹۵۶ توسط دولت هند تأسیس شد و هم‌اکنون بزرگترین ارائه‌کننده خدمات بیمه در این کشور می‌باشد.